# Crkva sv. Petra u Zaprešiću
Crkva sv. Petra je rimokatolička župna crkva u Zaprešiću, u sastavu Zagrebačke nadbiskupije, i sjedište Župe sv. Petra apostola. Crkva je registrirana kao kulturno dobro Republike Hrvatske pod oznakom Z-5884.

## Povijest
Na mjestu današnje crkve nalazila se drvena kapela iz 14. stoljeća. Nova zidana crkva izgrađena je 1869. godine u neogotičkom stilu. Jednobrodna je građevina s poligonalnom apsidom i zvonikom iznad pročelja.
Župa sv. Petra apostola osnovana je 4. studenoga 1945., odvajanjem od župe Brdovec. Osnutku župe nazočio je tadašnji zagrebački nadbiskup, blaženi Alojzije Stepinac. Prvotna župna kapela bila je posvećena 1912. godine.

## Arhitektura
Crkva je jednobrodna građevina pravokutnog tlocrta zaključena poligonalnom apsidom, s tornjem iznad glavnog pročelja. Građena je u neogotičkom stilu, što se očituje u pročelju i svodovima. Unutrašnjost crkve svođena je križnim svodom s lukovima koji se oslanjaju na stepenasto profilirane kamene konzole. Glavni oltar izrađen je u tirolskoj radionici, a crkvu krase prikazi dvanaestorice apostola i vitraji.

## Obnova i oštećenja
Crkva je oštećena u potresima 2020. godine i zatvorena zbog sanacije. Obnova je započela u svibnju 2022., a dovršena je do blagdana sv. Petra 29. lipnja 2023.
Tijekom olujnog nevremena u srpnju 2023. srušena stabla pala su na krovište i pročelje, a vjetar je oštetio toranj i limeni pokrov.

## Život župe
U crkvi se redovito održavaju mise, pobožnosti, euharistijska klanjanja, krunice te priprave za sakramente. Župa je vrlo aktivna u pastoralnim i društvenim događanjima.

### Raspored misa (ljetni)
- Radnim danom: u 19:00 u crkvi sv. Ivana Krstitelja
- Nedjeljom: u 7:30, 9:00 i 19:00 sati

Župni ured otvoren je ponedjeljkom i četvrtkom od 8:30 do 10:00 i od 16:30 do 18:00.

## Proslava sv. Petra
Blagdan sv. Petra (Petrovo), koji se slavi 29. lipnja, obilježava se svečanom misom, procesijom i prigodnim programom za župljane.

## Zaštita
Crkva sv. Petra registrirana je kao nepokretno kulturno dobro, pojedinačno, pod oznakom Z-5884. Klasificirana je kao "sakralna graditeljska baština".